# One (banda)
One es una boyband chipriota de música pop. Formada por Constantinos Christoforou, Demetres Koutsavlakis, Philippos Constantinos, Argyris Nastopoulos y Panos Tserpes. 
Fueron formados en 1999 por el compositor Georges Theofanous, quien es autor de todas sus canciones. En julio de ese año lanzaron el primer sencillo de su álbum de debut que salió a la venta en octubre. En 2002 representaron a Chipre en el Festival de la Canción de Eurovisión, quedando en la posición 6. Theofanous escribió la canción “Gimme” especialmente para el festival. Más tarde, "Gimme" se hizo muy popular en Chipre y Grecia.
En 2003 Constantinos Christoforou abandonó el grupo y en 2005 apareció como solista para representar nuevamente a Chipre en Eurovisión.